# Megarregiones de los Estados Unidos
Las megarregiones de los Estados Unidos son redes agrupadas de ciudades estadounidenses, que actualmente se estima que contienen una población superior a 237 millones de habitantes.
América 2050, un proyecto de la Regional Plan Assosiation (RPA), enumera once megarregiones en los Estados Unidos, Canadá y México. Las áreas megapolitanas fueron exploradas en un informe de julio de 2005 por Robert E. Lang y Dawn Dhavale del Instituto Metropolitano de Virginia Tech. Un artículo posterior de 2007 de Lang y Nelson utiliza veinte áreas megapolitanas agrupadas en diez megarregiones. El concepto se basa en el modelo original de las megalópolis.

## Definición

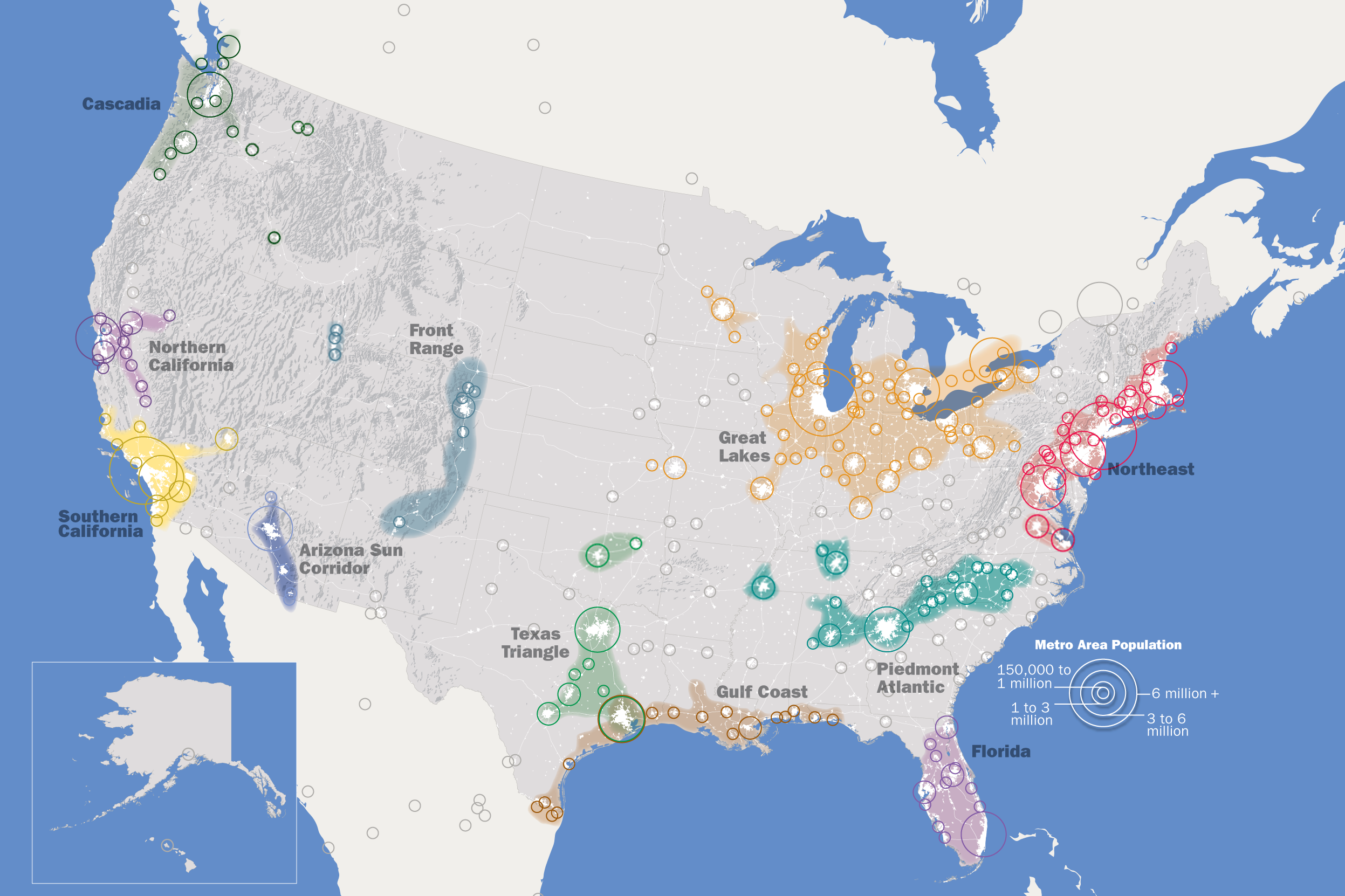
Mapa de la Asociación del Plan Regional de los Estados Unidos que muestra las once megaregiones emergentes

No existe una definición única de megarregión. Los documentos legislativos y reglamentarios no han tenido una definición única, lo que ha dado lugar a variaciones en cuanto a lo que se debe priorizar dentro de las megarregiones en las distintas jurisdicciones. El acuerdo general es que una megaregión es una gran red de regiones metropolitanas que comparten varios o todos los siguientes: 
- Sistemas ambientales y topografía
- Sistemas de infraestructura
- Vínculos económicos
- Asentamientos y patrones de uso del suelo
- Cultura e historia[8]

Una megarregión también puede ser conocida como megalópolis o área megapolitana. Más del 70 por ciento de la población y los puestos de trabajo de la nación se encuentran en once megarregiones identificadas por la Asociación de Planificación Regional (RPA), que es una organización de planificación independiente y sin fines de lucro con sede en Nueva York. Las megarregiones se están convirtiendo en las nuevas unidades competitivas de la economía global, caracterizadas por el creciente movimiento de bienes, personas y capitales entre sus regiones metropolitanas. "Las nuevas Megas", afirmó Richard Florida (2006), "son las verdaderas unidades de organización económica del mundo, que producen la mayor parte de su riqueza, atraen una gran parte de su talento y generan la mayor parte de la innovación".
El concepto de megarregión proporciona a las ciudades y regiones metropolitanas un contexto en el que cooperar a través de las fronteras jurisdiccionales, incluida la coordinación de políticas, para hacer frente a los problemas específicos que se experimentan a escala de megarregión, como la planificación del ferrocarril de alta velocidad, la protección de grandes cuencas hidrográficas y la coordinación de las estrategias regionales de desarrollo económico. Sin embargo, las megarregiones no están reconocidas oficialmente en la jerarquía de la estructura de gobierno como una ciudad o una organización de planificación metropolitana (OPM). Además, las megarregiones que atraviesan fronteras internacionales (como las megarregiones del sur de California, la Costa del Golfo y el Corredor del Sol de Arizona), si bien tienen una historia y una cultura comunes, suelen tener un poder limitado. En general, la planificación en las megarregiones que cruzan fronteras puede ser susceptible de diversos niveles de reglamentación. Esto hace la creación de planes para las megarregiones sorprendentemente compleja.
La Asociación de Plan Regional con sede en Estados Unidos reconoce once megaregiones emergentes:
- Megarregión del Corredor del Sol de Arizona (se extiende a México)
- Cascadia Megaregion ( Noroeste del Pacífico ; compartido con Canadá)[11]
  - La definición RPA de esta región incluye el área metropolitana de Boise en Idaho. Ese estado está incluido en algunas definiciones del Noroeste del Pacífico, pero el área de Boise se elimina a cientos de millas de cualquier otra área incluida en la definición de RPA de "Cascadia".
- Megaregión de Florida
  - La megaregión no cubre todo el estado. El Panhandle y varios condados en su mayoría rurales al este no están incluidos; las áreas de Pensacola-Navarra y Fort Walton Beach en el extremo oeste del Panhandle están incluidas en la Megaregión de la Costa del Golfo (abajo).
- Megaregión de rango frontal 
  - El extremo norte de esta megaregión comienza en el área de Colorado-Wyoming, típicamente llamada Corredor Urbano Front Range, luego se extiende hacia el sur siguiendo el corredor Interestatal 25 a lo largo de la cara este de las Montañas Rocosas hasta el extremo sur de la cordillera en Nuevo México, incorporando el Santa Fe y las áreas metropolitanas de Albuquerque. La definición de RPA también incluye el Wasatch Front de Utah, geográficamente separado.
- Megaregión de los Grandes Lagos
  - Esta megalópolis se extiende a Canadá, cuyos geógrafos, al incluir a Ottawa, Montreal y la ciudad de Quebec, adoptan un enfoque más inclusivo que el RPA estadounidense al definir la sección canadiense de la región. La definición RPA de la parte estadounidense de la región incluye las áreas metropolitanas geográficamente separadas de Minneapolis-St. Paul, St. Louis y Kansas City.
- Megaregión de la costa del golfo
  - La definición RPA de esta región incluye la totalidad de dos áreas metropolitanas que se extienden a horcajadas en la frontera entre Estados Unidos y México, específicamente Matamoros-Brownsville y Reynosa-McAllen.
- Megaregión del noreste
  - La definición de RPA incluye el área metropolitana de Richmond y la parte de Virginia de Hampton Roads.
- Megaregión del norte de California 
  - La definición de RPA incluye la porción de Nevada del área de Reno - Tahoe.
- Megaregión del Piamonte Atlántico[12]
- Megaregión del sur de California
  - La definición de RPA incluye el Valle de Las Vegas, así como el área de Tijuana en México.
- Megaregión del Triángulo Tejano 
  - La definición de RPA incluye la Ciudad de Oklahoma geográficamente separada - Corredor Metropolitano de Tulsa en Oklahoma.

## Identificación
La metodología de la Asociación del Plan Regional para identificar las megaregiones emergentes incluyó asignar a cada condado un punto para cada uno de los siguientes: 
- Formaba parte de un área estadística basada en el núcleo;
- Su densidad de población superó las 200 personas por milla cuadrada a partir del censo de 2000;
- Se esperaba que la tasa proyectada de crecimiento de la población fuera superior al 15 por ciento y se espera que el aumento total de la población supere las 1,000 personas para 2025;[cita requerida]
- Se esperaba que la densidad de población aumentara en 50 o más personas por milla cuadrada entre 2000 y 2025;[cita requerida] y
- Se esperaba que la tasa de crecimiento del empleo proyectada fuera superior al 15 por ciento y que el crecimiento total de los empleos supere los 20 000 para 2025.[13]

### Deficiencias del método RPA
Esta metodología fue mucho más exitosa en identificar regiones de crecimiento rápido y con centros metropolitanos que aquellas dispersamente pobladas y con un crecimiento más lento. No incluía un marcador distinto para conectividad entre ciudades. El método RPA omite la parte oriental del corredor urbano Windsor-Quebec en Canadá. 
| Nombre de la megalópolis | Población en millones (2010) | Porcentaje de población estadounidense (2010) | Población en millones para 2025 (proyección) | Crecimeinto poblacional 2010-2025 (proyección) | Ciudades importantes y áreas metropolitanas |
| ------------------------ | ---------------------------- | --------------------------------------------- | -------------------------------------------- | ---------------------------------------------- | --- |
| Arizona Sun Corridor     | 5,6                          | 2%                                            | 7,8                                          | 39,3%                                          | Chandler, Mesa, Phoenix, Tucson |
| Cascadia                 | 12,4                         | 3%                                            | 13,5                                         | 8,2%                                           | Abbotsford, Boise**, Eugene, Portland (OR), Salem, Seattle, Tacoma, Spokane**, Tri-Cities**, Vancouver (BC), Vancouver (WA), Victoria |
| Florida                  | 17,3                         | 6%                                            | 21,5                                         | 24,3%                                          | Fort Lauderdale, Jacksonville, Miami, Orlando, Port St. Lucie, Tampa Bay Area (Tampa–St. Petersburg–Clearwater) |
| Front Range              | 5,5                          | 2%                                            | 6,9                                          | 26%                                            | Albuquerque, Cheyenne, Colorado Springs, Denver, Pueblo, Salt Lake City** |
| Grandes Lagos            | 55,5                         | 18%                                           | 60,7                                         | 9,4%                                           | Akron, Barrie, Buffalo, Cedar Rapids, Chicago, Cincinnati, Cleveland, Columbus, Dayton, Des Moines**, Detroit, Erie, Fox Cities**, Grand Rapids, Green Bay, Guelph, Hamilton, Indianapolis, Kansas City**, Kingston, Kitchener-Waterloo, Lansing, London, Louisville, Madison, Milwaukee, Minneapolis–Saint Paul**, Montreal**, Ottawa**, Pittsburgh, Quad Cities, Quebec City**, Rochester (NY), Sarnia, Sault Ste. Marie**, Sherbrooke, St. Catharines-Niagara Falls, St. Louis, Sudbury, Syracuse, Thunder Bay, Toledo, Toronto, Trois-Rivières, Twin Ports**, Wheeling, Windsor, Youngstown, Fort Wayne |
| Costa del Golfo          | 13,4                         | 4%                                            | 16,3                                         | 21,6%                                          | Baton Rouge, Beaumont–Port Arthur, Corpus Christi, Gulfport–Biloxi, Houston, Lafayette, Lake Charles, Mobile, New Orleans, Pensacola |
| Noreste                  | 52,3                         | 17%                                           | 58,4                                         | 11,7%                                          | Atlantic City, Baltimore, Boston, Hampton Roads (Virginia Beach, Norfolk), Harrisburg, Jersey City, Lehigh Valley (Allentown-Bethlehem), Newark, New York, Philadelphia, Portland (ME), Providence, Richmond, Knowledge Corridor (Springfield y Hartford), Trenton, Washington, Wilmington, Worcester |
| Norte de California      | 14                           | 5%                                            | 16,4                                         | 17,1%                                          | Fresno, Modesto, Oakland, Reno, Sacramento, San Francisco, San Jose, Stockton |
| Piedemonte Atlántico     | 17,6                         | 6%                                            | 21,7                                         | 23,3%                                          | Atlanta, Birmingham, Charlotte, Greenville, Huntsville, Knoxville**, Memphis**, Nashville**, Piedmont Triad (Greensboro–Winston-Salem), Research Triangle (Raleigh–Durham) |
| Southern California      | 24,4                         | 8%                                            | 29                                           | 18,9%                                          | Anaheim, Bakersfield, Inland Empire (San Bernardino–Riverside), Las Vegas, Long Beach, Los Angeles, San Diego, Tijuana |
| Triángulo de Texas       | 19,7                         | 6%                                            | 24,8                                         | 25,9%                                          | Austin, Dallas–Fort Worth, Houston, Oklahoma City**, San Antonio, Tulsa** |

Notas: 
- Houston aparece dos veces (como parte de la Costa del Golfo y del Triángulo de Texas).
- Las poblaciones dadas para las megalópolis que se extienden hasta Canadá y México (Cascadia, Grandes Lagos y el sur de California) incluyen a sus no residentes en los Estados Unidos.
- Las áreas metropolitanas desconectadas (según la definición de la APR) están marcadas con doble asterisco. Las zonas desconectadas de la región superior de los Grandes Lagos y el sur de Quebec no se incluyen en las estadísticas de la RPA.

## Ciudades y áreas principales no incluidas en el RPA
Trece de las cien principales zonas estadísticas del censo primario de los Estados Unidos no están incluidas en ninguna de las once megarregiones emergentes. Sin embargo, el CSA con sede en Lexington, Kentucky, está identificado por la APR como parte de una "zona de influencia" de la megalópolis de los Grandes Lagos, mientras que los CSA con sede en Albany y Siracusa, en el norte del estado de Nueva York, se muestran como parte de la influencia de la megarregión del noreste. Análogamente, se considera que los AMC con sede en Augusta, GA y Columbia, SC, están influidos por la megalópolis del Piedemonte Atlántico, Jackson, MS CMA por la megarregión de la costa del Golfo, Little Rock, AR CMA por el Triángulo de Texas, y los AMC con sede en Des Moines y Omaha por la megalópolis de los Grandes Lagos. El CMA de El Paso, TX es aproximadamente equidistante de dos megarregiones, estando cerca del borde sudeste del área de influencia del Corredor Solar de Arizona y del extremo sur del área de influencia de Front Range. Esto deja a Honolulu, HI, Wichita, KS, Springfield, MO y Charleston, SC como las únicas CMAs estadounidenses que no tienen ningún tipo de afiliación a megarregiones según la definición de la RPA.
| Sur oeste                      | El Paso, TX MSA (ver también El Paso-Juárez ) |
| Hawái                          | Honolulu, HI MSA |
| Kansas                         | Wichita, KS MSA |
| Misuri                         | Springfield, MO MSA |
| Valle del Mississippi          | Des Moines-Newton-Pella, IA CSA, Omaha-Council Bluffs-Fremont, NE-IA CSA, Little Rock-North Little Rock-Conway, AR CSA, Jackson-Yazoo City, MS CSA, Wichita-Winfield, KS CSA |
| Kentucky                       | Lexington-Fayette-Frankfort-Richmond, KY CSA |
| Costa del Atlántico sur        | Charleston-North Charleston-Summerville, SC MSA, Condado de Augusta-Richmond, GA-SC MSA, Savannah, GA, Columbia, SC                                                          |
| Norte del estado de Nueva York | Syracuse-Auburn, NY CSA, Albany-Schenectady-Amsterdam, NY CSA |

## Planificación
Las relaciones que sustentan las megarregiones se han hecho más pronunciadas en la segunda mitad del siglo XX como resultado de la descentralización de la explotación de la tierra, la prolongación de los desplazamientos diarios, el aumento de los viajes de negocios y una fuerza de trabajo más suelta, flexible y con conocimientos. La identificación de nuevas escalas geográficas, basadas históricamente en el aumento del movimiento de población desde el centro de la ciudad a zonas de menor densidad como megarregión, presenta inmensas oportunidades desde el punto de vista de la planificación regional, para mejorar el medio ambiente, la infraestructura y otras cuestiones compartidas entre las regiones que la componen. El más reciente y único intento previo de planear a esta escala ocurrió hace más de 70 años, con la Autoridad del Valle de Tennessee. Las cuestiones políticas obstaculizaron los esfuerzos ulteriores de planificación y desarrollo de las cuencas fluviales.
En la Megalópolis de 1961, Gottman describe la costa noreste de los Estados Unidos - o Megapologis - como "... difícil de distinguir... de las zonas circundantes, ya que sus límites atraviesan las divisiones históricas establecidas, como Nueva Inglaterra y los estados del Atlántico Medio, y atraviesan las entidades políticas, ya que incluye algunos estados completamente y otros sólo parcialmente". Sobre la compleja naturaleza de esta escala regional, escribe: 
 Algunas de las principales características de la Megalópolis, que la distinguen como una región especial dentro de los Estados Unidos, son el alto grado de concentración de personas, cosas y funciones hacinadas aquí, y también su variedad. Este tipo de hacinamiento y su significado no puede ser descrito por simples mediciones. Sus diversos aspectos se mostrarán en varios mapas, y si todos ellos pudieran superponerse en un mapa base se demarcaría una zona en la que coinciden tantos tipos de aglomeración en general (aunque no siempre en todos los detalles de su distribución geográfica) que la región es bastante diferente de todas las regiones vecinas y, de hecho, de cualquier otra parte de América del Norte. La razón esencial de su diferencia es la mayor concentración aquí de una mayor variedad de tipos de aglomeración. El hacinamiento de la población, que puede expresarse primero en términos de densidad por milla cuadrada, será, por supuesto, una característica importante a estudiar. Como este estudio pretende comprender el significado de la densidad de población, tendremos que conocer los fundamentos que sustentan tal aglomeración en un área tan rápida. ¿Qué hacen estas personas? ¿Cuál es su ingreso promedio y su nivel de vida? ¿Cuál es el patrón de distribución de la riqueza y de ciertas ocupaciones mejor pagadas? Por ejemplo, la extraordinaria concentración de población en la ciudad de Nueva York y sus suburbios inmediatos (una masa de más de diez millones de personas según cualquier recuento) no puede separarse de la enorme concentración en la misma ciudad de actividades bancarias, de seguros, de venta al por mayor, de entretenimiento y de transporte. Estos diversos tipos de concentración han atraído toda una serie de otras actividades, como la gestión de grandes corporaciones, negocios minoristas, agencias de viajes, oficinas de publicidad, de asesoramiento jurídico y técnico, universidades, organizaciones de investigación, etc. La coexistencia de todas estas instalaciones en una escala inigualable dentro del territorio relativamente pequeño de la ciudad de Nueva York, y especialmente de su distrito de negocios... ha hecho que el lugar sea aún más atractivo para otras organizaciones bancarias, de seguros y de medios de comunicación. 

## Fuera de los Estados Unidos
El informe de la RPA identifica las megarregiones que se comparten entre los Estados Unidos y el Canadá, y presumiblemente se ocupa, al menos tangencialmente, de cuestiones panamericanas. Sin embargo, al estar basado en investigaciones principalmente estadounidenses, no define claramente la extensión geográfica de las megarregiones donde se extienden hasta Canadá, responsabilidad que se ha dejado en gran medida a los geógrafos canadienses que definen la megalópolis dentro de su propio país. El informe estadounidense excluye los centros de población canadienses que no se consideran estrechamente adyacentes a las megarregiones de los Estados Unidos. Incluye la mayor parte del sur de Ontario en la megarregión de los Grandes Lagos, pero excluye el valle de San Lorenzo, a pesar de que los geógrafos canadienses suelen incluirlos como parte de un corredor más amplio entre la ciudad de Quebec y Windsor. 
La estrecha relación entre las grandes regiones metropolitanas vinculadas y la capacidad de una nación para competir en la economía global se reconoce en Europa y Asia. Cada uno ha buscado agresivamente estrategias para gestionar el crecimiento demográfico proyectado y fortalecer la prosperidad económica en sus grandes regiones. 
La Perspectiva Europea de Desarrollo Espacial, un conjunto de políticas y estrategias adoptadas por la Unión Europea en 1999, se esfuerza por integrar las economías de las regiones miembros, reducir las disparidades económicas y aumentar la competitividad económica (Faludi 2002; Deas y Lord 2006). 
En Asia oriental, la planificación estratégica integral para grandes regiones, centrada en las zonas metropolitanas, es cada vez más común y ha avanzado más que en los Estados Unidos o Europa. La planificación para la región del delta del río Perla de Hong Kong, por ejemplo, tiene por objeto aumentar la fortaleza económica y la competitividad de la región superando la fragmentación local, aprovechando la cooperación económica mundial, aprovechando los factores económicos mutuamente beneficiosos, aumentando la conectividad entre los nodos de desarrollo y siguiendo otras orientaciones estratégicas.

## Otras lecturas
- «Are Mega-regions Relevant?», The Economist, 14 de abril de 2008.
- Richard Florida (4 de mayo de 2009), «Mega-Regions and High-Speed Rail», The Atlantic.
- Catherine L. Ross, ed. (2009). Megaregions: Planning for Global Competitiveness. Island Press. ISBN 978-1-61091-136-8.  Catherine L. Ross, ed. (2009). Megaregions: Planning for Global Competitiveness. Island Press. ISBN 978-1-61091-136-8.  Catherine L. Ross, ed. (2009). Megaregions: Planning for Global Competitiveness. Island Press. ISBN 978-1-61091-136-8.  (Incluye información sobre los EE. UU.)
- Jiang Xu; Anthony G.O. Yeh, eds. (2011). Governance and Planning of Mega-City Regions: An International Comparative Perspective. Routledge. ISBN 978-1-135-22913-9.  Jiang Xu; Anthony G.O. Yeh, eds. (2011). Governance and Planning of Mega-City Regions: An International Comparative Perspective. Routledge. ISBN 978-1-135-22913-9.  Jiang Xu; Anthony G.O. Yeh, eds. (2011). Governance and Planning of Mega-City Regions: An International Comparative Perspective. Routledge. ISBN 978-1-135-22913-9.  (Incluye información sobre los EE. UU.)
- John Harrison; Michael Hoyler, eds. (2015). Megaregions: Globalization's New Urban Form?. Edward Elgar Publishing. ISBN 978-1-78254-790-7.  John Harrison; Michael Hoyler, eds. (2015). Megaregions: Globalization's New Urban Form?. Edward Elgar Publishing. ISBN 978-1-78254-790-7.  John Harrison; Michael Hoyler, eds. (2015). Megaregions: Globalization's New Urban Form?. Edward Elgar Publishing. ISBN 978-1-78254-790-7.  (Incluye información sobre los EE. UU.)
- Parag Khanna (15 de abril de 2016), «A New Map for America», New York Times.
- " ¿Qué son las megaregiones? " , Movilidad Cooperativa para Megaregiones Competitivas (CM2)

- Datos: Q1029013
- Multimedia: Megaregions of the United States / Q1029013